# 우미카제급 구축함
우미카제급 구축함(海風型駆逐艦 우미카제카타 쿠치쿠칸[*])은 일본 제국 해군의 1등 구축함으로, 일본에서 처음 건조한 대양 작전용 대형 구축함이었다.

## 배경

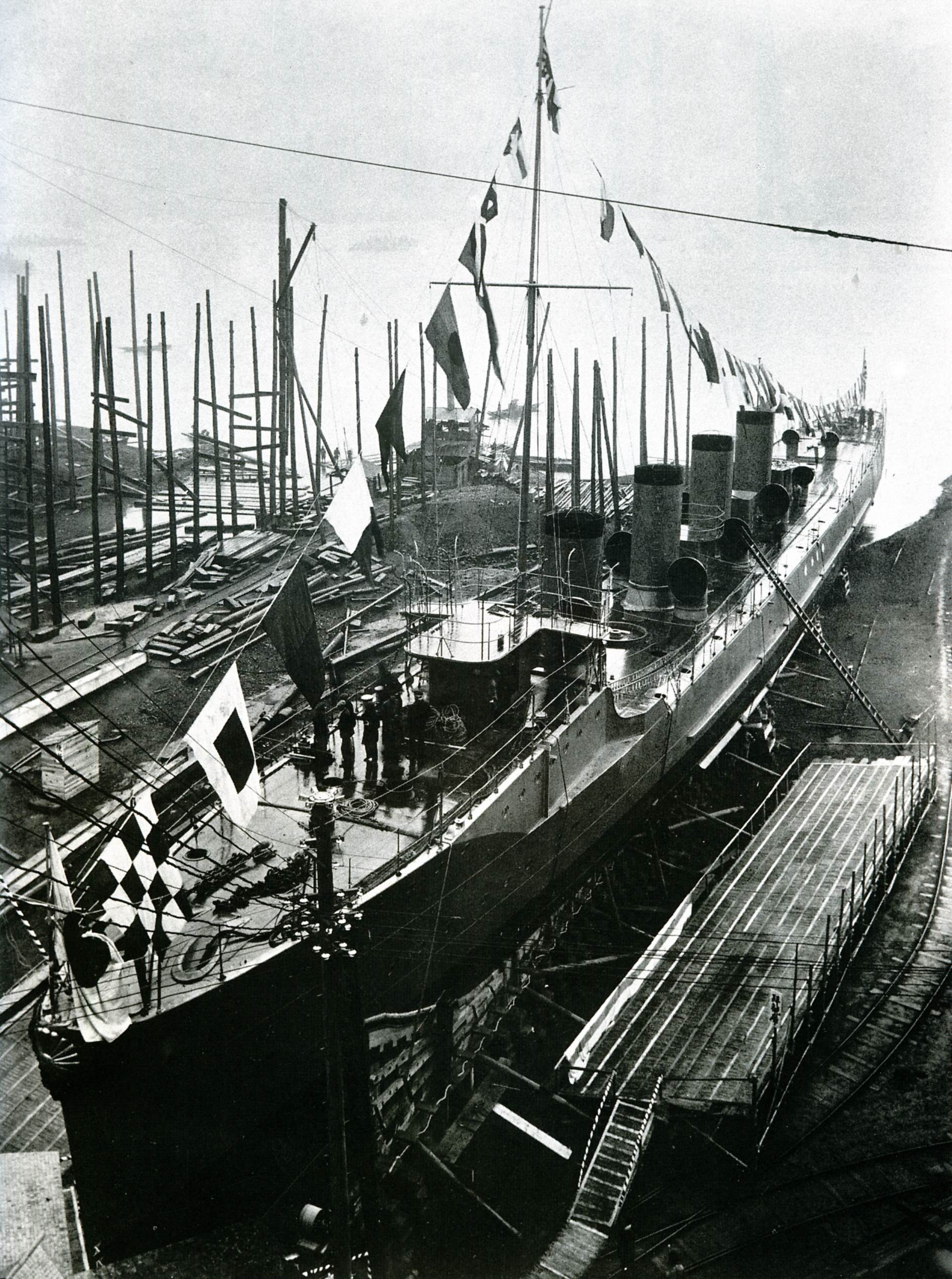
1911년 나가사키 조선소에서의 야마카제.

우미카제급 구축함은 러일 전쟁 이후 일본 제국 해군이 당시 보유한 구축함이 모두 작고 설계가 조잡해 제국 해군이 추구하는 대양해군에 걸맞지 않음을 깨달은 이후 설계가 시작되었다.
건조된 우미카제급 구축함 2척은 영국 왕립해군의 설계를 바탕으로, 한 척은 마이즈루 해군 공창에서, 다른 한 척은 미쓰비시 중공업 나가사키 조선소에서 건조되었다.

## 설계
우미카제급 구축함의 설계는 영국 왕립해군의 트라이발급 구축함의 설계를 바탕으로 하였으며, 기존 제국 해군이 보유하던 구축함보다 배수량이 3배 증가하였다.
외부 굴뚝은 이카즈치급 구축함과 동일하게 4개 설치되었으며, 석탄용 3단 팽창식 증기 엔진을 중유를 사용하는 파슨스 증기 터빈 엔진으로 교체하였는데, 이는 일본에서 최초로 시도한 것이었다. 추진력은 20,500 ihp (15,300 kW)로, 최고 속력은 33 노트 (61 km/h)에 달했지만, 연료 소모량이 높아 항속거리가 심각하게 짧아지는 문제가 있었다.
이전 구축함급보다 무장도 강화되어, QF 4.7인치 함포가 하나는 함교 앞쪽 선실에, 하나는 함미갑판에 설치되었으며, QF 12 파운드 12cwt 함포 5문이 좌우현에 설치되었다. 당초 어뢰는 재장전이 불가능한 종류로 3문을 설치하였으나, 취역에 맞추어 재장전이 가능한 2문으로 교체하였다.

## 운용
우미카제급 구축함은 실질적으로 실험선의 역할을 하였다. 파슨스 증기 터빈을 사용함으로서 당대의 공학과 생산력을 시험대에 올렸으며, 엔진 자체도 엄청난 연료 소모와, 계속된 정비 문제에 시달렸다. 항속거리와 운용비를 낮추기 위해 중유만을 사용하게 설계된 보일러 중 4개를 석탄용으로 전환하였지만, 절약량이 충분하지 않아 우미카제급 구축함은 해안 방어에만 투입되었다.
우미카제급 구축함은 1912년 8월 28일 1등 구축함으로 지정되었으며, 1930년 6월 1일까지 복무하다 소해정으로 전환되었다. 두 척 모두 1936년에 고철로 처리되었다.

## 함선 목록
| 함명     | 함명 | 건조소                          | 기공일           | 진수일           | 취역일           | 퇴역                                                       |
| -------- | ---- | ------------------------------- | ---------------- | ---------------- | ---------------- | ---------------------------------------------------------- |
| 우미카제 | 海風 | 마이즈루 해군 공창              | 1909년 11월 23일 | 1910년 10월 10일 | 1911년 9월 28일  | 1930년 6월 1일부터 소해정으로서 운용, 1936년 4월 1일 퇴역. |
| 야마카제 | 山風 | 미쓰비시 중공업 나가사키 조선소 | 1910년 6월 1일   | 1911년 1월 21일  | 1911년 10월 21일 | 1930년 6월 1일부터 소해정으로서 운용, 1936년 4월 1일 퇴역. |

### 참고 문헌
- Evans, David (1979). 《Kaigun: Strategy, Tactics, and Technology in the Imperial Japanese Navy, 1887-1941》. US Naval Institute Press. ISBN 0-87021-192-7.
- Howarth, Stephen (1983). 《The Fighting Ships of the Rising Sun: The Drama of the Imperial Japanese Navy, 1895-1945》. Atheneum. ISBN 0-689-11402-8.
- Jentsura, Hansgeorg (1976). 《Warships of the Imperial Japanese Navy, 1869-1945》. US Naval Institute Press. ISBN 0-87021-893-X.